# Близнюк, Александр Александрович
Алекса́ндр Алекса́ндрович Близню́к (2 февраля 1967, Кустанай, Казахская ССР) — советский, российский футболист, защитник; тренер.

## Биография
Родители Близнюка приехали в Казахскую ССР на освоение целины. Начал заниматься футболом в Кустанае в 7 лет, первый тренер — Валерий Иванович Казаев, затем обучадся в областной ДЮСШ у Андрея Дмитриевича Тулбе.
С девятого класса играл в команде «Буревестник», организованной на базе Костанайского педагогического института. С 1984 года — студент факультета физического воспитания. С 1985 года служил в армии. В 1990—1991 годах играл во второй низшей лиге за «Кустанаец». Первый чемпионат Казахстана в 1992 году провёл за «Целинник» Акмола, 1993 год отыграл в кустанайской команде, переименованной в «Химик». В 1994 году играл в команде первой российской лиги «Балтика» Калининград. 1995 год провёл вновь в кустанайской команде — «Тоболе». В конце 1995 года получил приглашение из омского «Иртыша», с которым в 1996 году вышел в первый дивизион. В 1999 году вновь вернулся в «Тобол», где был капитаном команды. В 2000—2004 годах играл во втором российском дивизионе за омский «Иртыш», где и завершил карьеру в 37 лет.
Выпускник Кустанайского педагогического института.
Один год работал с командой «Красная Звезда» Омск, два года был главным тренером дубля «Иртыша». Параллельно работал в СДЮШОР «Иртыш». С командой 1996 года рождения трижды выигрывал первенство региона Урал и Западная Сибирь, финалист Кубка РФС. Трёхкратный финалист первенства России, чемпион России (2014, Саранск).
Среди воспитанников — Егор Рудковский, чемпион Европы 2013 (до 17 лет).